# Jon Finch
Jon Finch, född 2 mars 1942 i Caterham, Surrey, död 28 december 2012 i Hastings, East Sussex, var en brittisk skådespelare. Finch är kanske mest känd för rollen som Macbeth i filmen från 1971 med samma namn, i regi av Roman Polanski, samt för rollen som Richard Blaney i Frenzy av Alfred Hitchcock, men han har även medverkat i åtskilliga andra thrillers och skräckfilmer, som till exempel The Vampire Lovers och The Horror of Frankenstein, under 1970-talet.